# Everard Digby
Pour les articles homonymes, voir Digby.
Sir Everard Digby (vers 1578 – 30 janvier 1606), gentilhomme anglais.

## Biographie
Zélé catholique, il prit une part très active à la conspiration des poudres (1605), dont le but était de faire sauter le Parlement le jour où le roi (Jacques Ier d'Angleterre) y viendrait. Il fut arrêté les armes à la main dans le Staffordshire, où il préparait un soulèvement, il fut exécuté ainsi que ses complices, à la Tour de Londres.
Kenelm Digby est son fils aîné.

## Source
Cet article comprend des extraits du Dictionnaire Bouillet. Il est possible de supprimer cette indication, si le texte reflète le savoir actuel sur ce thème, si les sources sont citées, s'il satisfait aux exigences linguistiques actuelles et s'il ne contient pas de propos qui vont à l'encontre des règles de neutralité de Wikipédia.